# Benigno Pendás García
Benigno Pendás García (Barcelona, 17 d'abril de 1956) és un jurista espanyol, director del Centro de Estudios Políticos y Constitucionales i acadèmic de la Reial Acadèmia de Ciències Morals i Polítiques entre 2012 i 2018, quan fou substituït per Yolanda Gómez Sánchez.

## Biografia
Nascut a Barcelona però vinculat a Astúries, és doctor en Ciències Polítiques i Advocat per la Universitat Complutense de Madrid. És Catedràtic de Ciència Política de la Universitat CEU San Pablo, on ha dirigit el seu Institut d'Estudis de la Democràcia.
Des del 1981 és lletrat de les Corts Generals, ha estat Cap de l'Assessoria Jurídica del Senat d'Espanya i Lletrat de la Comissió de Defensa. Políticament ha estat Director General de Belles Arts (1996-2000) sota el govern de José María Aznar. També ha exercit de patró del Museu del Prado, del Museu Reina Sofia i vocal del Consell d'Administració de Patrimoni Nacional. Ha escrit nombrosos articles a ABC i El País i ha estat jurat del Premi Príncep d'Astúries.
En 2013 el govern de Mariano Rajoy li encarregà un informe per tal de frenar l'estat de desconfiança que la política desperta en la ciutadania. Es mostrà contrari a la modificació tant de la Llei Electoral com de la Constitució Espanyola de 1978 per considerar-la inconvenient i inoportuna. En 2014 ingressà a la Reial Acadèmia de Ciències Morals i Polítiques. En 2015 va guanyar el Premi Internacional d'Assaig Jovellanos pel seu assaig Democracias inquietas. Una defensa activa de la España constitucional.

## Obres
- Las paradojas de la libertad. España, desde la Tercera de ABC Tecnos, 2010. ISBN 978-84-309-5078-2
- Teorías políticas para el siglo XXI Madrid : Síntesis, 2007. ISBN 978-84-9756-532-5
- Teorías políticas de la edad media amb Otto von Gierke i F. W. Maitland, Centro de Estudios Constitucionales, 1995. ISBN 84-259-0998-8
- Manual legislativo de seguridad, higiene y salud en el trabajo Madrid : ACARL, 1992. ISBN 84-604-3120-7
- Derecho procesal del trabajo: parte general y proceso ordinario Barcelona : Praxis, D.L. 1990. ISBN 84-7197-206-9
- Propiedad intelectual amb Piedad García-Escudero Márquez, Barcelona [etc. : Praxis [etc., D.L. 1989. ISBN 84-7197-155-0
- Jeremy Bentham: ; política y derecho en los orígenes del estado constitucional, Centro de Estudios Constitucionales, 1988. ISBN 84-259-0779-9
- La extinción causal del contrato de trabajo por voluntad del trabajador Madrid : ACARL, D.L. 1987. ISBN 84-404-0030-6
- El nuevo régimen jurídico del patrimonio histórico español, con Piedad García-Escudero Márquez, Ministerio de Cultura, 1986. ISBN 84-505-3881-5
- El nuevo régimen local español: estudio sistemático de la Ley 7/1985 de 2 de abril reguladora de las bases del Régimen Local, amb Piedad García-Escudero Márquez, Barcelona : Praxis, 1985. ISBN 84-7197-068-6
- Estatuto de los trabajadores: derecho individual y colectivo del trabajo Barcelona : Praxis, 1980. ISBN 84-7197-050-3